# Marianne Díaz Hernández
Marianne Díaz Hernández (Altagracia de Orituco, Venezuela, 4 de junio de 1985) es una escritora, abogada y activista por los derechos humanos venezolana.

## Reseña biográfica
Es abogada egresada de la Universidad de Carabobo y fue profesora de postgrado en la Universidad Católica Andrés Bello. Además es activista e investigadora en derechos humanos e internet y miembro de Creative Commons Venezuela y Global Voices, siendo parte de la junta directiva de esta organización entre 2018 y 2019 como representante de la comunidad de voluntarios.
Entre 2016 y 2021 se desempeñó como analista de políticas públicas en la ONG Derechos Digitales. Fue fellow de la campaña Keep It On en la organización Access Now y actualmente lidera la campaña #WhyID. También es cofundadora de la ONG Venezolana Acceso Libre.
Como narradora, publicó su primer libro de cuentos en 2007, tras ganar el Concurso para Obras de Autores Inéditos de Monte Ávila Editores. Posteriormente publicó el libro de cuentos “Aviones de papel”. En 2011, resultó ganadora de la I Bienal Nacional de Literatura Gustavo Pereira con su libro “Historias de mujeres perversas”, que se publicaría en 2013 por la editorial El perro y la rana.

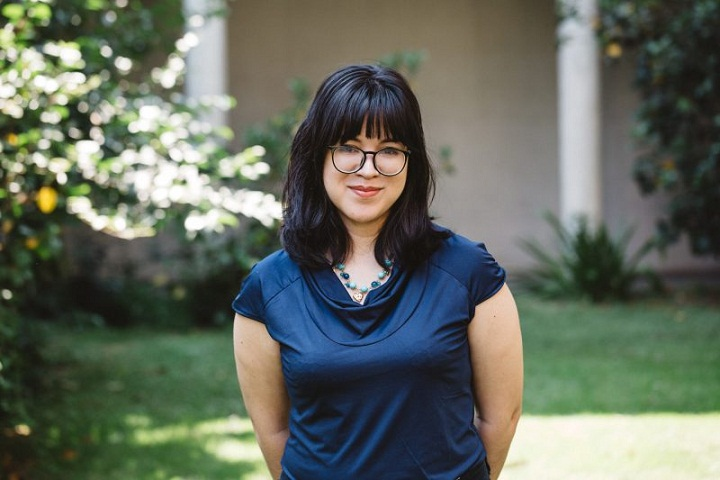
Marianne Díaz en 2020

## Distinciones
- “Global Leader of Digital Human Rights” (2022)[11]
- “Héroes de los Derechos Humanos” (2019)[12]
- 1° Lugar con el libro: Cuentos en el espejo (Concurso para Autores Inéditos de Monte Ávila Editores, 2007)[13]
- Ganadora de la I Bienal Gustavo Pereira, con el libro Historias de mujeres perversas (I Bienal Gustavo Pereira, 2013)[14][15]

## Otras publicaciones
- Cuentos en el espejo, 2008, Monte Ávila Editores.
- Aviones de Papel, 2011, Monte Ávila Editores.[16]
- Historias de mujeres perversas, 2013, El perro y la rana.[17]
- Documenting Internet blocking in Venezuela, 2014, Digital Rights LAC.[18]
- Telecommunications and Internet Access Sector: Latin America. Report to the Special Rapporteur on the Protection and Promotion of the Right to Freedom of Expression of the United Nations, 2016, ONG Derechos Digitales.[19]
- Retención de datos y registro de teléfonos móviles: Chile en el contexto Latinoamericano, 2017, ONG Derechos Digitales.[20]
- Data Retention and Registration of Mobile Phones: Chile in the Latin American Context, 2017, ONG Derechos Digitales.[21]
- Políticas públicas para el acceso a internet en Venezuela: Inversión, infraestructura y el derecho al acceso entre los años 2000-2017, 2018, ONG Derechos Digitales.[22]
- El cuerpo como dato, 2018, ONG Derechos Digitales.[23]
- Discurso de odio en América Latina: Tendencias de regulación, rol de los intermediarios y riesgos para la libertad de expresión, 2020, ONG Derechos Digitales.[24]
- Identity systems and social protection in Venezuela and Bolivia: Gender impacts and other inequalities, en coautoría con Jamila Venturini, 2021, ONG Derechos Digitales.[25]
- Sistemas de identificación y protección social en Venezuela y Bolivia: impactos de género y otras formas de discriminación, en coautoría con Jamila Venturini, 2021, ONG Derechos Digitales.[26]
- Memes para sobrevivir el apocalipsis, 2021, ONG Derechos Digitales.[27]
- The return of digital authoritarianism: internet shutdowns in 2021, en coautoría con Felicia Anthonio. 2022, Access Now.[28]